# OneCoin
OneCoin je Ponzijeva shema reklamirana pod krinkom kripto-valute s privatnim blockchainom. Promovira je offshore kompanija OneCoin Ltd (Dubai) i OneLife Network Ltd (Belize), a obijema upravlja Bugarka imenom Ruja Ignatova. OneCoin se opisuje kao Ponzijeva shema koja je širena putem Mrežnog marketinga iz razloga kako je stvar postavljena i zbog toga što su mnogo ljudi koji imaju centralnu ulogu u OneCoin-u prethodno već bili uključeni u takve sheme.

## Koncept
Prema OneCoinu, njihov glavni posao je prodaja edukativnog materijala za trgovanje. Članovi mogu kupiti edukativne materijale u rasponu od 100 eura do 118.000 eura. Svaki paket uključuje "tokene" koji se mogu upotrijebiti za "rudarenje" OneCoina. Rečeno je da se OneCoin rudari poslužiteljima na dvije lokacije u Bugarskoj i jedne lokacije u Hong Kongu. Svaka razina (osim šeste i sedme), ili paket, daje novi edukativni materijal, koji je plagijat iz nekoliko izvora. Tvrtka i njeni zastupnici tvrde da OneCoin ne prodaje kripto-valutu nego samo edukativni materijal. Kakogod, na tipičnim OneCoin skupovima gdje se želi uključiti nove članove predstavnici pričaju o investiranju u kripto-valutu, a edukativni materijal jedva da se i spominje.
Trenutno ne postoji nikakav način da se onecoin promijeni u neku drugu valutu. Prije siječnja 2017. jedini način za promjenu onecoina u neku drugu valutu bio je OneCoin mjenjačnica, xcoinx, interna trgovina za članove koji su investirali više od startnog paketa. Ovaj servis je zatvoren bez ikakvog upozorenja u siječnju 2017. Dok je ta trgovina funkcionirala, onecoini su se mogli promijeniti samo za eure, koji su bili stavljeni u virtualni novčanik iz kojega se onda moglo zatražiti podizanje. Trgovina je imala dnevni limit, s obzirom na to koji paket je član kupio, što je uvelike ograničavalo iznos onecoina koje se moglo razmijeniti. Dana 1. ožujka 2016., bez prethodne najave, OneCoin je izdao internu obavijest da će trgovina biti zatvorena na dva tjedna radi poslova održavanja. Obavijest je objašnjavala da je održavanje nužno zbog velikog broja rudara i "bolje integracije s blockchainom". Dana 15. ožujka 2016., nakon dvotjednog održavanja, trgovina je opet otvorena, ali nije primijećeno da su napravljene neke promjene; mnoge su transakcije od prije istekle, a dnevna ograničenja su ostala.

## Upozorenja
Na rizike koji mogu proizići iz OneCoina upozorilo je više nadležnih tijela zemalja Europske unije. Hrvatska narodna banka izdala je 7. ožujka 2017. upozorenje da proizvod pod nazivom OneCoin nosi mnoge opasnosti te građanima savjetuje da pri odlučivanju o tom proizvodu budu vrlo oprezni.
Između kolovoza 2014. i ožujka 2017. u više desetaka zemalja uloženo je više od 4 milijarde eura. BBC je 24. studenog 2019. objavio detaljnu istragu OneCoina i Ruje Ignatove pod naslovom Cryptoqueen: How this woman scammed the world, then vanished. Novinari vjeruju da Ignatova boravi u Frankfurtu pod lažnim identitetom.